# إنتروبيا فون نيومان
في ميكانيك الكم الإحصائي، إنتروبي فون نيومان أو قصور فون نيومان الحراري، المنسوب إلى جون فون نيومان، امتداد لمفاهيم غيبس الكلاسيكية عن الإنتروبي إلى مجال ميكانيك الكم. لأجل نظام ميكانيك كمومي موصوف بمصفوفة كثافة ##رمز##، تكون إنتروبيا فون نيومان
{\displaystyle S=-\mathrm {tr} (\rho \ln \rho ),}
إذ تشير {\displaystyle \mathrm {tr} } إلى الأثر وتشير ln إلى مصفوفة اللوغاريتمات (الطبيعية). إذا كتبت ρ بدلالة متجهاتها الخاصة {\displaystyle |1\rangle ,|2\rangle ,|3\rangle ,\dots } على الشك
{\displaystyle \rho =\sum _{j}\eta _{j}\left|j\right\rangle \left\langle j\right|~,}
تكون عندها إنتروبيا فون نيومان فقط:
{\displaystyle S=-\sum _{j}\eta _{j}\ln \eta _{j}.}
بهذا الشكل، يمكن اعتبار S مكافئةً لإنتروبي شانون الخاصة بنظرية المعلومات.

## خلفية
وضع جون فون نيومان أسسًا رياضيةً متينةً لميكانيك الكم في كتابه عام 1932 الأسس الرياضية لميكانيك الكم. وفيه وضع نظرية قياس توصف فيها عملية انهيار التابع الموجي على أنها عملية غير عكوسة (يسمى القياس الإسقاطي أو قياس فون نيومان).
قدم كل من فون نيومان وليفّ لانداو مفهوم مصفوفة الكثافة ولكن لدوافع مختلفة. كان دافع لانداو هو استحالة وصف منظومة جزئية من نظام كمومي معقد بواسطة شعاع حالة. على الجهة الأخرى، قدم فون نيومان مصفوفة الكثافة بهدف تطوير كل من ميكانيك الكم الإحصائي ونظرية القياس الكمومية.
طُورت الصيغة الرياضية لمصفوفة الكثافة بهدف إعطاء المجال لأدوات الميكانيك الإحصائي التقليدي كي تستخدم في مجال الكم. نحسب، في إطار الميكانيك التقليدي، جملة حالات النظام (تابع التقسيم) بهدف تقييم كل الكميات الترموديناميكية المحتملة. قدم فون نيومان مفهوم مصفوفة الكثافة في سياق حالات ومعاملات فضاء هيلبرت. ستسمح لنا معرفة المعامل الإحصائي لمصفوفة الكثافة بحساب كل الكميات المتوسطة بطريقة مشابهة من حيث المبدأ، ولكن مختلفة رياضيًّا. لنفترض أن لدينا مجموعة توابع موجية |Ψ〉تعتمد بارامتراتها على مجموعة من الأرقام الكمومية n1, n2, ..., nN. المتغير الطبيعي الذي لدينا هو سعة الموجة التي يساهم بها تابع موجي محدد من المجموعة الأساسية في التابع الموجي الفعلي للنظام. لنكتب مربع هذه السعة على الشكل p(n1, n2, ..., nN). الهدف هو تحويل هذه الكمية p إلى تابع كثافة تقليدي في فضاء الطور. يجب أن نتحقق أن p(n1, n2, ..., nN) تتناهى إلى تابع الكثافة عند الحد الكلاسيكي، وأن لها خواصَّ مسرانية (إرغوديكية). بعد التحقق من أنp(n1, n2, ..., nN) ثابت حركي، فإن وضع افتراض مسراني للاحتمالات p(n1, n2, ..., nN) يجعل p تابعةً للطاقة فقط.
بعد هذه العملية، نصل أخيرًا إلى صيغة مصفوفة الكثافة عند البحث عن شكل لا تتغير فيه p(n1, n2, ..., nN) مع تغير التمثيل المستعمل. في الصيغة التي تكتب بها، ستنتج قيمًا متوقعةً صحيحةً حصرًا للكميات القطرية بالنسبة للأعداد الكمومية n1, n2, ..., nN.
القيم المتوقعة للمعاملات غير القطرية تتضمن أطوار سعات الأمواج الكمومية. لنفترض أننا نرمز الأعداد الكمومية n1, n2, ..., nN في دليل واحد، وليكن i أو j. عندها يكون للتابع الموجي الشكل:
{\displaystyle \left|\Psi \right\rangle \,=\,\sum _{i}a_{i}\,\left|\psi _{i}\right\rangle .}
القيمة المتوقعة لمعامل ما B غير قطري في هذه التوابع الموجية تأخذ الشكل:
{\displaystyle \left\langle B\right\rangle \,=\,\sum _{i,j}a_{i}^{*}a_{j}\,\left\langle i\right|B\left|j\right\rangle .}
الدور المحجوز في الأصل للكميات {\displaystyle \left|a_{i}\right|^{2}}يحل محله بالتالي مصفوفة الكثافة الخاصة بالنظام S.
{\displaystyle \left\langle j\right|\,\rho \,\left|i\right\rangle \,=\,a_{j}\,a_{i}^{*}.}
بالتالي، 〈B〉 تكون:
{\displaystyle \left\langle B\right\rangle \,=\,\mathrm {tr} (\rho \,B)~.}
تصف نظرية المصفوفات لاتغير العبارة السابقة. وُصفت بنية رياضية يُحصل فيها على القيم المتوقعة للمعاملات الكمومية، كما تصفها المصفوفات، عن طريق أخذ أثر جداء معامل الكثافة {\displaystyle {\hat {\rho }}} ومعامل ما {\displaystyle {\hat {B}}} (جداء هيلبرت السلمي بين المعاملات). صياغة المصفوفة هنا هي في إطار الميكانيك الإحصائي، مع أنها يمكن تطبيقها أيضًا على الأنظمة الكمومية المنتهية، وهي الحالة الغالبة، حيث لا يمكن وصف حالة النظام كحالة صافية، بل توصف كمعامل إحصائي {\displaystyle {\hat {\rho }}} للصيغة السابقة. رياضيًّا، فإن {\displaystyle {\hat {\rho }}} مصفوفة هيرميتية شبه منتهية لها أثر واحدي.

## تعريف
بمعرفة مصفوفة الكثافة ρ 	، عرف فون نيومان الإنتروبي على أنها:
{\displaystyle S(\rho )\,=\,-\mathrm {tr} (\rho \,{\rm {\ln }}\rho ),}
وهي صيغة مناسبة لتوسيع مفهوم كل من إنتروبي غيبس (حتى عامل ضرب kB) وإنتروبي شانون بحيث يمكن تطبيقهما على الحالة الكمومية. لحسابS(ρ) من الملائم حساب التركيب الشعاعي الذاتي (أو التركيب الشعاعي الخاص) للتابع{\displaystyle ~\rho =\sum _{j}\eta _{j}\left|j\right\rangle \left\langle j\right|} يعطى إنتروبي فون نيومان عندها بالعلاقة:
{\displaystyle S(\rho )\,=\,-\sum _{j}\eta _{j}\ln \eta _{j}~.}
بما أن مصفوفة الكثافة راسخة (أو متساوية القوى) لأجل حالة صافية (أي ρ = ρ2)، فإن إنتروبيتها S(ρ) تختفي. لذا، فإن كان النظام منتهيًا (يمكن تمثيله بمصفوفة بعدية منتهية)، يكمِّم الإنتروبي S(ρ) مغادرة النظام للحالة الصافية. بكلمات أخرى، فإنه يرمز درجة مزج الحالة التي تصف نظامًا ما منتهيًا. يزيل القياس الترابط الكمي لنظام كمومي بحيث يصبح غير متداخل ويصبح ظاهريًّا نظامًا تقليديًّأ (ميكانيك كلاسيكي أو تقليدي)؛ لذا تتزايد مثلًا الإنتروبي المتلاشية لحالة صافية{\displaystyle \Psi =(\left|0\right\rangle +\left|1\right\rangle )/{\sqrt {2}}} ، الموافقة لمصفوفة كثافة
{\displaystyle \rho ={1 \over 2}{\begin{pmatrix}1&1\\1&1\end{pmatrix}}}
إلى {\displaystyle S=\ln 2\approx 0.69}لأجل مزيج نتائج القياس
{\displaystyle \rho ={1 \over 2}{\begin{pmatrix}1&0\\0&1\end{pmatrix}}}
عند تلاشي (مسح) معلومات التداخل الكمومي.

## خصائص
بعض خصائص إنتروبي فون نيومان:
- S(ρ) معدومة إذا وفقط إذا مثلت ρ حالةً صافيةً.
- S(ρ) أعظمية وتساوي ln N عند حالة أعظمية المزج، حيث N تمثل بعد فضاء هيلبرت
- S(ρ) لامتغيرة عند تغيرات في أساس ρ، أي أن S(ρ) = S(UρU†)، حيث U تحول واحدي
- S(ρ) مقعرة، أي أنه لأجل مجموعة أعداد موجبةλiمجموعها واحدي ({\displaystyle \Sigma _{i}\lambda _{i}=1}=1) ومعاملات كثافة ρi، يكون لدينا

{\displaystyle S{\bigg (}\sum _{i=1}^{k}\lambda _{i}\,\rho _{i}{\bigg )}\,\geq \,\sum _{i=1}^{k}\lambda _{i}\,S(\rho _{i}).}
- S(ρ) تحقق الشرط

{\displaystyle S{\bigg (}\sum _{i=1}^{k}\lambda _{i}\,\rho _{i}{\bigg )}\,\leq \,\sum _{i=1}^{k}\lambda _{i}\log \lambda _{i}+\sum _{i=1}^{k}\lambda _{i}\,S(\rho _{i}).}
حيث تتحقق المساواة إذا كان لكل من المعاملات ρi حامل متعامد، وكما في السابق فإن ρi معاملات كثافة وλi مجموعة أعداد موجبة مجموعها واحدي ({\displaystyle \Sigma _{i}\lambda _{i}=1})
- S(ρ) قابلة للجمع في الأنظمة المستقلة. بأخذ مصفوفتي كثافة ρA   , ρB تصفان أنظمة مستقلة A B على التتالي، يكون لدينا:

{\displaystyle S(\rho _{A}\otimes \rho _{B})=S(\rho _{A})+S(\rho _{B})}
- S(ρ) قابلة للجمع الجزئي التام لأجل أي ثلاث أنظمة A, B, and C::

{\displaystyle S(\rho _{ABC})+S(\rho _{B})\leq S(\rho _{AB})+S(\rho _{BC}).}
هذا يعني تلقائيًّا أن S(ρ) قابلة للجمع الجزئي:
{\displaystyle S(\rho _{AC})\leq S(\rho _{A})+S(\rho _{C}).}

### قابلية الجمع الجزئي
إذا كانت ρA, ρB مصفوفتين مختزلتين للحالة العامة ρAB يكون عندها:
{\displaystyle \left|S(\rho _{A})\,-\,S(\rho _{B})\right|\,\leq \,S(\rho _{AB})\,\leq \,S(\rho _{A})\,+\,S(\rho _{B})~.}
هذه المتراجحة اليمينية تُعرف باسم قابلية الجمع الجزئي. تعرف المتراجحتان معًا أحيانًا باسم المتراجحة المثلثة. أثبتهما عام 1970 هوزيهيرو آراكي وإليوت ه. ليب. في حين لا تسمح نظرية شانون لإنتروبي نظام مركب أن تكون أقل من إنتروبي أي من أجزائها، ففي نظرية الكم الوضع مختلف، أي أنه من الممكن تحقق S(ρAB) = 0 في حين S(ρA) = S(ρB) > 0.
يمكن فهم هذا بديهيًّا على الشكل التالي: في ميكانيك الكم، يمكن لإنتروبي النظام المجمع أن يكون أقل من مجموع إنتروبيات مكوناته لأن هذه المكونات من الممكن أن تكون متشابكة كموميًّا. يمكن مشاهدة هذا بشكل واضح مثلًا في الحالة الجرسية للفين (سبينين) من الرتبة ½s،
{\displaystyle \left|\psi \right\rangle =\left|\uparrow \downarrow \right\rangle +\left|\downarrow \uparrow \right\rangle ,}
هي حالة صافية معدومة الإنتروبي، لكن لكل من اللفين إنتروبي أعظمي عند احتسابه بشكل فردي في المصفوفة المختزلة لكثافته. يمكن للإنتروبي في لف واحد أن «يُلغى» عن طريق ربطه بإنتروبي اللف الآخر. يمكن للمتراجحة اليسارية أن يُفهم منها تقريبًا أن الإنتروبي يمكن إلغاؤه فقط بكمية مساوية من الإنتروبي.
إذا كان للنظام A والنظام B مقداران مختلفان من الإنتروبي، لن يلغي أصغرهما إلا جزءًا من أكبرهما، ولا بد أن يتبقى بعض الإنتروبي. وبشكل مشابه، يمكن أن يُفهم من المتراجحة اليمينية أن إنتروبي النظام المركب يكون أعظميًّا عندما لا ترتبط مركباته ببعضها البعض، وفي تلك الحالة يكون الإنتروبي الكلي مجرد مجموع الإنتروبيات الجزئية. يمكن أن يكون هذا أكثر بديهيةً في صيغة فضاء الطور منه في فضاء هيلبرت إذ يتناهى إنتروبي فون نيومان في فضاء الطور إلى سالب القيمة المتوقعة من ★- لوغاريتم تابع ويغنر، −∫ f ★  log★ f  dx dp، وذلك صحيح حتى انزياح محدد. حتى انزياح التسوية المحدد هذا، يكون الإنتروبي محدودًا بحده الأعظمي الكلاسيكي نفسه.

### قابلية الجمع الجزئي التام
إنتروبي فون نيومان هو أيضًا قابل للجمع الجزئي التام (الجمع الجزئي القوي). بأخذ ثلاثة فضاءات هيلبرت A, B, C:
{\displaystyle S(\rho _{ABC})\,+\,S(\rho _{B})\,\leq \,S(\rho _{AB})\,+\,S(\rho _{BC}).}
برهان هذه النظرية أصعب وقد أُثبتت عام 1973 من قبل إليوت ه. ليب وماري بيث روسكاي، باستخدام متراجحة مصفوفية أثبتها إليوت ه. ليب عام 1973. باستخدام تقنية البرهان التي تكون الجهة اليسرى من المتراجحة المثلثة آنفة الذكر، يمكننا تبيان أن متراجحة قابلية الجمع الجزئي التام تكافئ المتراجحة التالية:
{\displaystyle S(\rho _{A})\,+\,S(\rho _{C})\,\leq \,S(\rho _{AB})\,+\,S(\rho _{BC})}

حيث ρAB ..الخ هي مصفوفات الكثافة المختزلة لمصفوفة كثافة ρABC. إذا طبقنا قابلية الجمع الجزئي العادية على الجهة اليسرى من هذه المتراجحة، وأخذنا بعين الاعتبار كل تبديلات A, B, C نحصل على متراجحة ρABC المثلثة: كل من الأعداد الثلاثةS(ρAB), S(ρBC), S(ρAC)أصغر أو يساوي مجموع الاثنين الآخرين.

## الاستعمالات
يُستخدم إنتروبي فون نيومان بشكل واسع بأشكال مختلفة (إنتروبيات شرطية، إنتروبيات نسبية، إلخ..) في إطار نظرية المعلومات الكمومية. تبنى إجراءات التشابك (التماهي) على كمية ما تتعلق مباشرةً بإنتروبي فون نيومان. ولكن، ظهرت في أدبيات العلم عدة أوراق بحثية تتعامل مع احتمالية عدم كفاءة طريقة شانون المعلوماتية، وبالتالي عدم كفاءة إنتروبي فون نيومان كتعميم كمومي ملائم لإنتروبي شانون. الحجة الرئيسية هي أن طريقة شانون المعلوماتية في القياس الكلاسيكي هي إجراء طبيعي يرجع لجهلنا بخصائص النظام، الذي لا يتعلق وجوده بإجراء عملية القياس.
والعكس بالعكس، فالقياس الكمومي لا يمكن الزعم بأنه يبدي خصائص النظام الذي وجد قبل إجراء القياس. شجع هذا الجدل القائم بعض المؤلفين لتقديم خاصية عدم قابلية الجمع التي يتميز بها إنتروبي تساليس (تعميم لإنتروبي بولتزمان-جيبس المعياري) على أنها السبب الرئيسي لاسترجاع قياس معلومات كمومية حقيقي في السياق الكمومي، زاعمين أن العلاقات غير المحلية يجب أن توصف بسبب خصوصية إنتروبي تساليس.